# Ullíbarri-Arrazua
Ullíbarri-Arrazua (en euskera Uribarri Arratzua) un concejo del municipio de Vitoria, en la provincia de Álava en el País Vasco, España.

## Geografía
El concejo se sitúa 9 km al nordeste del centro de Vitoria, a la derecha del arroyo Angostalde, subafluente del río Alegría. Se accede por la carretera de Eskalmendi, la A-3008, que continúa hasta el pueblo. Forma parte de la Zona Rural Este de Vitoria.

### Localidades limítrofes
|                 | Norte: Nanclares de Gamboa |               |
| Oeste: Mendívil |                            | Este: Lubiano |
|                 | Sur: Junguitu              |               |

## Despoblado
Forma parte del concejo una fracción del despoblado de:
- Doipa.[1]

## Toponimia
En el Cartulario de San Millán del siglo XI aparece como Huribarri, mientras que en documentación del siglo XIII se recoge como Ullibarri y Ollivarri. En el siglo XIV se recoge también la grafía Hulibarri para referirse a esta localidad.

## Historia
En su jurisdicción existió el poblado de Doipa, que desapareció en el siglo XVII y poseía la ermita de San Juan de Doipa.
A mediados del siglo XIX, cuando formaba parte del ayuntamiento de Elorriaga, tenía 128 habitantes. Aparece descrito en el decimoquinto tomo del Diccionario geográfico-estadístico-histórico de España y sus posesiones de Ultramar de Pascual Madoz de la siguiente manera:

ULLIBARRI ARRAZUA: l. del ayunt. de Elorriaga, en la prov. de Alava, part. jud. de Vitoria (1 ¾ leg.), aud. terr. de Búrgos, c. g. de las Provincias Vascongadas, dióc. de Calahorra (18): sit. en la falda del monte Basoacho; clima templado; reina el viento N., y se padecen tercianas: tiene 29 casas; escuela de primera educacion para ambos sexos, frecuentada por 36 ó 40 alumnos, y dotada con 1,100 rs.; igl. parr. (San Estéban) servida por 2 beneficiados, y para surtido del vecindario 2 fuentes de aguas comunes. El térm. confina N. Nanclares de Gmaboa; E. Lubiano; S. Junguitu, y O. Arzubiga; comprendiendo dentro de su circunferencia un monte bastante poblado. El terreno participa de bueno y mediano, y le atraviesan dos riach. caminos: á los pueblos confinantes: el correo se recibe de Vitoria. prod.: trigo, cebada, avena y legumbres; cria de ganado de toda especie, escepto el cabrío; caza de liebres, perdices, codornices, tordas y palomas torcaces; pesca muy poca. ind.: ademas de la agrícola y pecuaria, hay un molino harinero. pobl.: 22 vec., 128 alm. contr.: con su ayunt. (V.).
(Madoz, 1849, p. 213)

Décadas después, ya en el siglo XX, se describe de la siguiente manera en el tomo de la Geografía general del País Vasco-Navarro dedicado a Álava y escrito por Vicente Vera y López:

Ullíbarri-Arrazua.—Aldea distante de Vitoria 10,100 metros, con 25 viviendas, de las que son 22 de dos pisos y 3 están sin habitar; su población es de 101 almas, de las que son varones 48 y hembras 53. Su parroquia, dedicada á San Esteban, es de categoría rural de segunda clase; en la cima de un monte está la ermita de San Juan de Doypa. Tiene una escuela pública incompleta. Confina, al N., con Nanclares de Gamboa; al S., con Junguitu; al E., con Lubiano; y al O., con Arzubiaga. Su término es regado por dos arroyos afluentes del Zadorra; tiene tierras de buena y mediana calidad que producen cereales, legumbres y hortalizas; cría ganado vacuno, caballar, lanar y de cerda. Los vecinos disfrutan del aprovechamiento de los montes Lango y Zurriaguen, de 120 hectáreas, y del de Santa María, de 50, plantados de robles. Comunica con Vitoria por un camino vecinal.

En su término está el despoblado de Doypa, lugar que desapareció en el siglo XVII y del cual no queda más que la ermita de San Juan, que pagaba al monasterio de San Millán dos rejas, y fué agregado á Vitoria en 1332.
(Vera y López, 1915-1921, pp. 358-359)

## Demografía
En 2018 el concejo cuenta con una población de 62 habitantes, según el Padrón de Vitoria.
| Gráfica de evolución demográfica de Ullíbarri Arrazua entre 2000 y 2018                                  |
| |
| Población (2000-2017) según los censos de población del INE. Población según el padrón municipal de 2018 |

## Cultura

### Patrimonio material
En el concejo hay una iglesia parroquial de San Esteban.

### Patrimonio inmaterial
- Fiestas de San Esteban (último domingo de septiembre)[10]
- Fiestas de San Juan (24 de junio, celebrada el sábado siguiente más cercano)